# Bes (bůh)

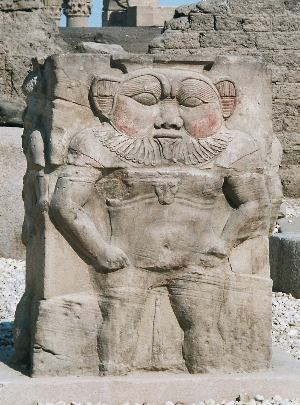
Bůh Bes

Bes (v překladu z egyptštiny snad „Ochránce“, řecky Βήσος – Bésos), později doprovázený i svým ženským protějškem Besetou, je staroegyptský bůh s mnohovrstevnatou osobností zobrazovaný v podobě trpaslíka se zvířecími (nejčastěji lvími) rysy. Ikonograficky je spolehlivě doložen nejdříve od doby Střední říše, kdy je ovšem ještě označován jménem Aha – „Bojovník“. Pravděpodobně v sobě zahrnuje znaky několika původně samostatných bohů. Vystupuje v roli ochranného pomocníka zahánějícího od člověka zlo, a to zejména v rizikových okamžicích života: v těhotenství, při narození dítěte, ve spánku apod. Později se stal také bohem hudby a tance, plodnosti a podle nepřímých náznaků i erotiky. Nelze vyloučit, že spíše než za boha v plném smyslu slova by měl být pokládán za domácího pozitivního bůžka či démona. Je možné, že má núbijsko-etiopský původ.
Ačkoli Bes nebyl předmětem oficiálního náboženského kultu, jeho obliba nejpozději od Nové říše zasáhla všechny složky egyptské společnosti a od počátku 1. tisíciletí př. n. l. byl jedním z nejpopulárnějších bohů v lidových vrstvách. V Pozdní a v ptolemaiovské době se objevuje v rituálně významných souvislostech – na Horových cippech, na vyobrazeních v chrámech (nejčastěji v typu mammisi) či v královských hrobkách. Vlivem helénistického kulturního synkretismu se objevuje i na Kypru, ve Fénicii a na území dnešního Iráku. V pozdních egyptských pramenech (zejména v magických papyrech z řecko-římské doby) nabývá výrazně pantheistické rysy a ztělesňuje souhrnné ba všech bohů. O významu a živosti Besova uctívání svědčí také to, že v koptských křesťanských textech vystupuje jako jeden ze zlých démonů sídlících v pohanských chrámech poblíž klášterů a kostelů a ubližujících okolojdoucím křesťanům; jejich negativní vliv ustává teprve očištěním míst modlitbami a zázraky svatých mužů.

## Mytologie
Bes, jako mnoho jiných egyptských bohů, prošel v historii mnoha proměnami. Besův kult nikdy nebyl oficiální, nikdy neměl vyhrazeny vlastní chrámy nebo kněze, podrobnosti o tomto zvláštním božstvu je také obtížné nalézt. Někteří badatelé, jako např. Richard Wilkinson, věří, že v pozdějších koncepcích byl Besův kult souhrnem kultů až deseti slabších božstev - Aha, Amam, Hayet, Ihty, Mefdjet, Menew, Segeb, Sopdu a Tetenu. A stejně jako byla tato menší božstva spojena s Besem, mocnější Bes (resp. jeho atributy a rituály; D. N.), byly různými způsoby spojovány s představiteli celého souboru vysokých ochranných božstev, do kterého patřili např. Amun, Min, Horus, Sopdu a Reshef. V mytologii byl Bes nejčastěji spojován s bohem Horem, dokonce s ním jeden čas tvořil jediné hybridní božstvo pod jménem Horbes. Celá věc byla zkomplikovaná v helénské době, kdy byla od některých bohů odvozována i jejich ženská forma. Tak vznikla bohyně Beset, považovaná za Besovu manželku a ve vztahu k přidruženému bohu Horovi vystupující někdy jako jeho matka. Egypťané jej ztotožňovali s bohem Sétem (Typhonem).

## Uctívání
Tento ochránce rodiček, matek s dětmi, sýpek a domácích krbů chránil nejen před hlodavci a porodními bolestmi, ale i před nástrahami noci, před uštknutím i proti zlým duchům. K tomu dělal i anděla strážného dětem, které si tohoto patrona pro jeho pohádkovou a fantazii dráždící podobu oblíbily. Časem se z něj stal také bůh umění, zpěvu, tance a radosti, tedy téměř univerzální boží pomocník. Rodičky nejen chránil před zlými duchy a nemocemi, ale v jeho jménu byly v porodních bolestech obveselovány a jeho volaly o pomoc. Navzdory svému bizarnímu vzhledu symbolizoval spíše to dobré a zábavné v životě, byl symbolem veselí a sexuální rozkoše. Později, v ptolemájovském období egyptské historie nalézáme Besovi a Besetě zasvěceny kaple – komory s jejich vyobrazením. Egyptologové zvažují možnost, že mohly sloužit k léčení neplodnosti a uzdravování vůbec. Bylo nalezeno také mnoho ukázek besovských masek a kostýmů z období Nové říše a po něm. Značné množství nalezených masek a kostýmů dává tušit, že nesloužily jen příležitostně v období svátků a festivalů, ale že mohly být používány profesionálními umělci nebo byly půjčovány do domácností. Z doby Nové říše nalézáme tetování s Besem na stehnech mnoha tanečnic, hudebníků a služek.

## Ikonografie
Podoba Besa v egyptském výtvarném umění značně neobvyklá; to je umocněno ještě tím, že na plošných vyobrazeních může být Besův obličej zachycen nikoli z profilu, jak určoval důsledně dodržovaný umělecký kánon, ale i z čelního pohledu. Důvodem byla nejspíše snaha, aby bez zkreslení byly přesně zachyceny všechny jeho hrůzostrašné rysy, protože by se tak oslabila jeho ochranná funkce. Bes je zobrazován v podobě trpaslíka s krátkýma křivýma nohama, se lví hřívou, ušima, ocasem a lvími rysy ve tváři. Dále může mít zvýrazněné břicho a prsy a být zahalen do lví kožešiny. Celkový postoj Besa zpravidla vyjadřuje aspekt nespoutané divokosti a hrozivosti – typické jsou vyceněné zuby, vyplazený jazyk a dlouhé vlasy, které mají zastrašit a odvrátit zlé síly. Jeho atributem je vysoká čelenka ze vztyčených pštrosích per, bubínek, v pozdějších obdobích také meč a štít; v římské době dokonce mohl být (podobně jako Hor a Anup) zobrazován v legionářské zbroji.